# Kriechendes Fingerkraut

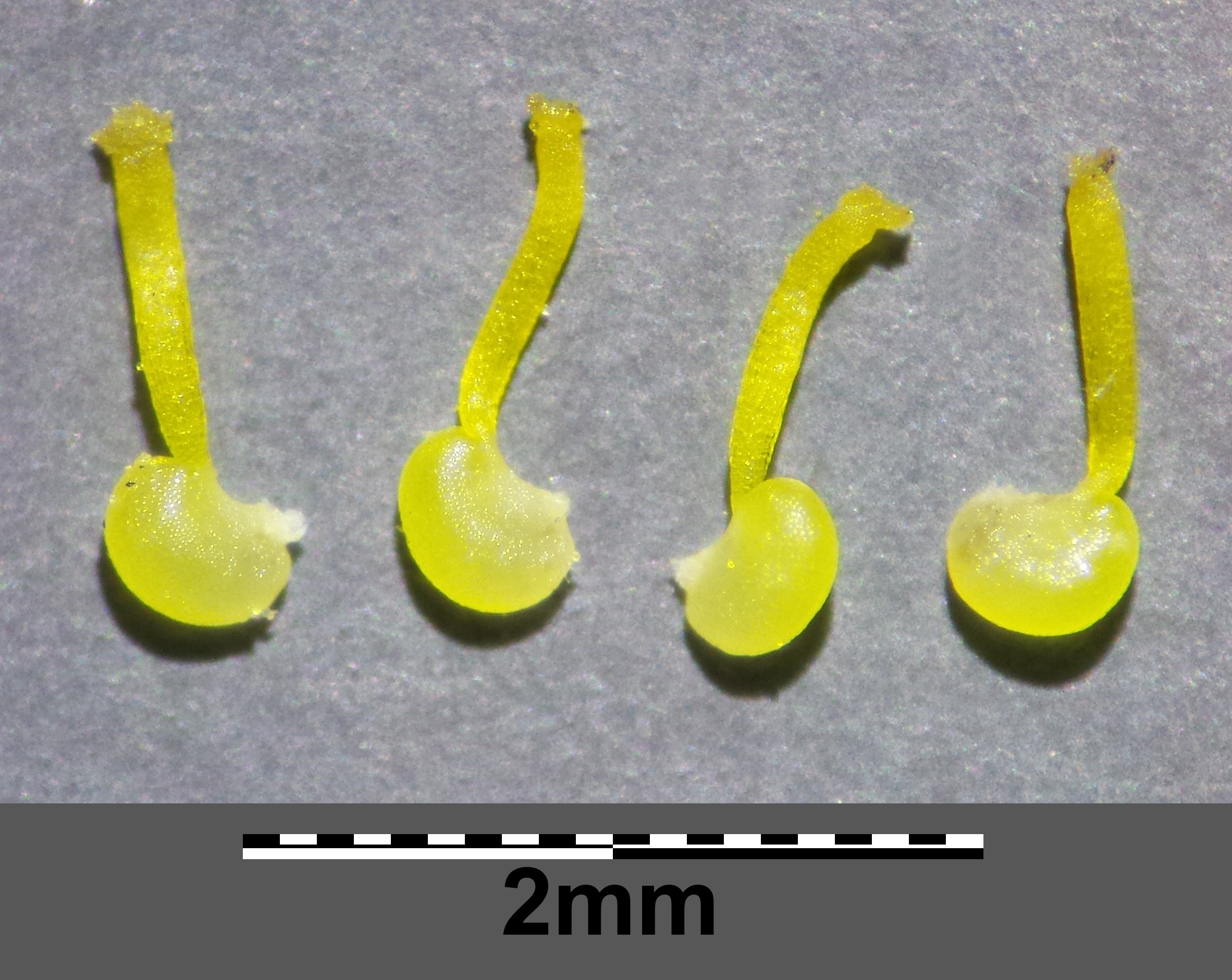
Nüsschen der Sammelfrucht mit am Grund verschmälertem Griffel

Das Kriechende Fingerkraut (Potentilla reptans), auch Kriechender Gänserich und Kriechender Gänsefuß sowie seit dem Mittelalter Fünffingerkraut genannt, ist eine Pflanzenart aus der Familie der Rosengewächse (Rosaceae). 

## Beschreibung
Das Kriechende Fingerkraut ist eine ausdauernde krautige Pflanze. Sämtliche Stängel sind kriechend und an den Knoten bewurzelt. Die Ausläufer erreichen eine Länge von 30 bis 100 Zentimeter. Die Art besitzt eine dünne Pfahlwurzel, die bis zu 45 cm lang wird. Die lang gestielten Laubblätter sind fünfzählig gefingert, woher der wohl auch für andere Potentilla-Arten benutzte und bereits im Mittelalter nachweisbare Trivialname „Fünffingerkraut“ (in Antike, Mittelalter und Frühneuzeit griechisch pentafilon bzw. pentaphyllon sowie lateinisch quinquefolium, mittellateinisch auch pentafolium) rührt, und am Rand gezähnt. 
Die fünfzähligen Blüten enthalten fünf goldgelbe Kronblätter. Diese stehen einzeln auf einem langen, die Laubblätter meist überragenden Stiel. Die Blüte erreicht einen Durchmesser von 17 bis 20 Millimeter. Die Griffel sind am Grund verschmälert. Die äußeren  Kelchblätter sind weit nach außen gebogen. Jede Blüte bringt 200 bis 240 Nüsschen hervor, die von Ameisen verbreitet werden.
Blütezeit ist von Juni bis August.
Die Chromosomenzahl beträgt 2n = 28 oder 48.

## Vorkommen
Das Kriechende Fingerkraut ist eurasiatisch verbreitet. Die stickstoffliebende Pflanze gedeiht bevorzugt auf feuchten Wiesen, feuchten Ruderalfluren, ruderalen Schuttfluren (etwa Bahnschotter), Straßenböschungen, Ufern und Äckern. Im Wallis steigt sie bis auf 1750 m auf. Im Allgäu erreicht es auf der Bolgenalpe in Bayern westlich Obermaiselstein eine Höhenlage von 1520 Metern.
Das Kriechende Fingerkraut gedeiht in Gesellschaften des Verbands Agropyro-Rumicion, aber auch der Verbände Arrhenatherion oder Molinion.

## Parasiten

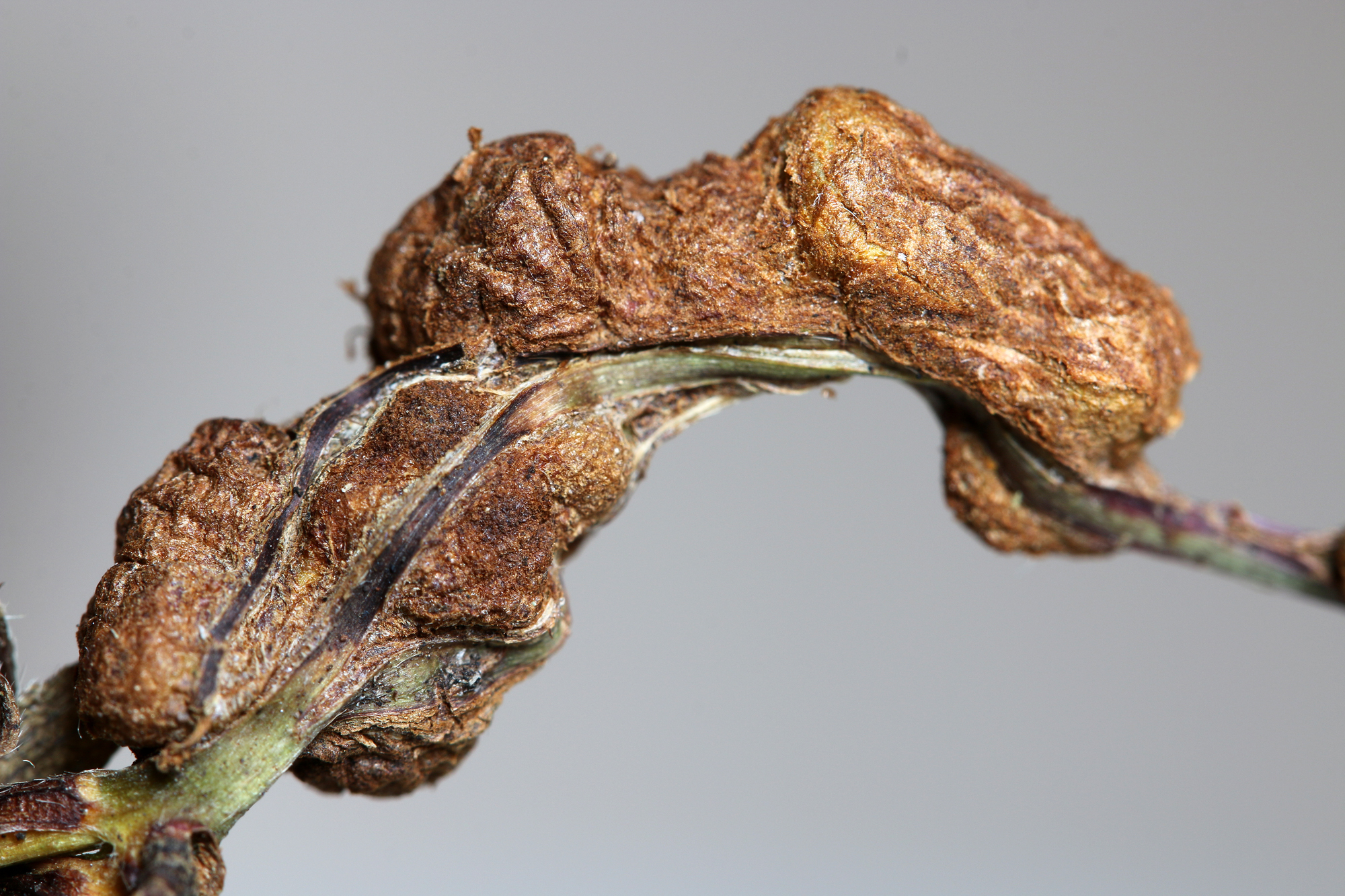
Die Gallwespe Xestophanes potentillae auf Potentilla reptans

Braune, erbsengroße Gallen am Wurzelhals werden durch die  Gallwespe Xestophanes potentillae verursacht. Ferner parasitieren der  Rostpilz Frommeëlla tormentillae, der  Echte Mehltau Sphaerotheca aphanis und der  Falsche Mehltau Peronospora potentillae-reptantis auf dem Kriechenden Fingerkraut. Wie auch auf anderen Fingerkrautarten, tritt auch am Kriechenden Fingerkraut  der Schlauchpilz Ramularia grevilleana auf.

## Taxonomie
Der wissenschaftliche Name Potentilla reptans wurde 1753 von Carl von Linné in Species Plantarum erstveröffentlicht. Lateinisch potentilla bezeichnete das Kriechende Fingerkraut und andere Arten.